# Българско неделно училище „Отец Александър Чъкърък“
Българското неделно училище „Отец Александър Чъкърък“ е училище на българската общност в град Одрин, Турция. Създадено е през 2017 г. До 2023 г. се нарича Българско неделно училище „Иван Вазов“, преименувано след това на отец Александър Чъкърък по повод кончината му, който е духовен наставник на българската православна общност в енорията и дългогодишен свещенослужител в черквата „Св. Георги Победоносец“ в Одрин. Директорка на училището е Бахтъшен Мутлу, която е родена в България през 1989 г.
През учебната 2023 – 2024 г. в училището се обучават 62 деца, главно деца на изселници от България. Занятията се провеждат в събота, като уроците се преподават по няколко часа. Помещенията, в които учат децата, са предоставени безвъзмездно от българския изселник Сезан Ермак, собственик на сградата. За децата от други градове (като Люлебургас, Бурса, Черкезкьой (вилает Родосто), Родосто, Авджълар и Артвин) е организирана отделна паралелка, която провежда дистанционно обучение във виртуална класна стая. Всички учебници и помагала се осигуряват от българската страна чрез Генералното консулство на България в Одрин и са безплатни.